# Gare de Grand-Halleux
La gare de Grand-Halleux est une ancienne gare ferroviaire belge de la ligne 42, de Rivage à Gouvy-frontière située à Grand-Halleux, ancienne commune rattachée à celle de Vielsalm, dans la province de Luxembourg en Région wallonne.

## Situation ferroviaire
La gare de Grand-Halleux est établie au point kilométrique (PK) 40,7 de la ligne 42, de Rivage à Gouvy-frontière entre la gare de Trois-Ponts et la halte, fermée, de Rencheux.

## Histoire

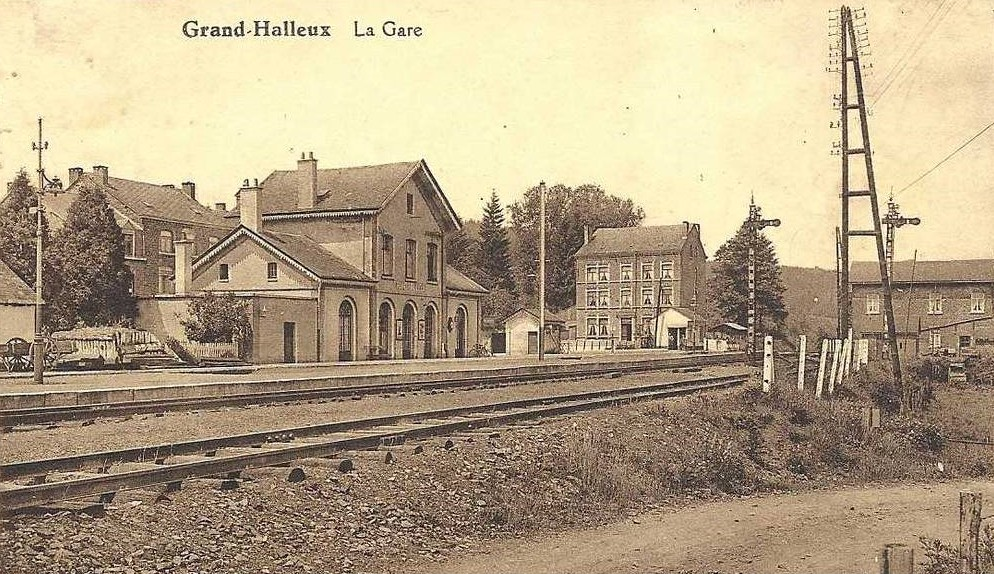
Bâtiment de la gare en 1940.

La station de Grand-Halleux ouvre le 20 février 1867 par la Société royale grand-ducale des chemins de fer Guillaume-Luxembourg, lorsqu'elle inaugure la Jonction grand-ducale, nom de la ligne de Gouvy-frontière à Spa et Pepinster (actuelles sections des lignes 44, 45 et 42). Les Chemins de fer de l'État belge nationalisent la jonction et construisent la ligne de l'Amblève (Rivage - Trois-Ponts) pour relier plus directement Liège au Luxembourg.
Durant la bataille des Ardennes, la gare fait partie des bâtiments de Grand-Halleux touchés par les combats. Une nouvelle construction de style moderne en pierre de pays est construit en 1955 à côté de l'ancien ; ce dernier, volets clos et portant des impacts de balles, était encore présent en 1956.
La SNCB envisage de supprimer la gare, entretemps devenue un simple point d'arrêt, en 1982 mais le plan IC-IR de 1984, qui sera le couperet pour de nombreuses gares et lignes locales, épargne Grand-Halleux qui ferme finalement le 29 mai 1988. En 1996, la gare est néanmoins toujours entretenue et ses équipements (quais, éclairage, signalétique) fonctionnels ; l'arrêt étant desservi occasionnellement à la demande pour desservir le centre de formation des jeunes des Pères salésiens de Farnières.
La ligne a depuis été électrifiée, mise à simple voie et les quais supprimés.

## Patrimoine ferroviaire
Plus récent que les gares d'origine de la ligne, le bâtiment des recettes de Grand-Halleux a été construit en 1955, plus près du passage à niveau. Il s'agit d'un petit pavillon sans étage coiffé d'une toiture à plusieurs volumes servant d'abri côté quais. La façade est en pierre locale de forme irrégulière ; la porte des voyageurs est implantée côté quais afin d'éviter les courants d'air et les fenêtres sont peu nombreuses côté rue. Une cabine de signalisation est intégrée dans le coin gauche. Toujours visible en 2022 il semble inoccupé.
Le bâtiment d'origine, dû au réseau Guillaume-Luxembourg, était du même type que les gares de Vielsalm, Stavelot, Francorchamps ainsi que plusieurs gares de la ligne de Luxembourg à Troisvierges. Il se différencie du bâtiment de la gare de Vielsalm — seul de ce type à ne pas avoir été démoli en Belgique — par de petites fenêtres carrées perçant les pignons latéraux et le grand pignon côté voies ; les autres avaient un œil-de-bœuf (rond).
Également disparue, la maison de garde-barrière faisait directement face au bâtiment de gare de 1955, et comportait trois travées à l'espacement irrégulier, suggérant un agrandissement au cours de son existence ; aucune photographie des installations ne représente une halle à marchandises.